# Kosewo (powiat ostrowski)
Kosewo – wieś sołecka w Polsce położona w województwie mazowieckim, w powiecie ostrowskim, w gminie Stary Lubotyń.
Podczas spisu powszechnego z 1921 roku miejscowość (wówczas nazywana Kossewo) liczyła 75 domów (w tym jeden nie zamieszkały) i 503 mieszkańców. Oprócz katolików mieszkało tu również 143 osoby wyznania mojżeszowego.
W latach 1975–1998 miejscowość należała administracyjnie do województwa ostrołęckiego.
Wierni Kościoła rzymskokatolickiego należą do parafii Nawiedzenia Najświętszej Maryi Panny w Starym Lubotyniu.